# Шри Кришна-Чайтанья миссия
Шри Кри́шна-Чайта́нья миссия (англ. Sri Krishna Chaitanya Mission, англ. International Krishna Chaitanya Mission), — международная индуистская гаудия-вайшнавская миссионерская организация. Первоначально, в июне 1966 года был основан монастырь Ашрам Шри Кришны-Чайтаньи в городе Какинада (Андхра-Прадеш, Индия), в 1983 году была зарегистрирована собственно Миссия с центром в Пури (Орисса) в Ашраме Шри Чайтаньи-Чандры.
Основатель — ориссец, ученик Бхактисиддханты Сарасвати и прежде член Гаудия-матха Бхакти Вайбхава Пури Госвами (1913—2009, имя при рождении — Нарасимха). Был известен как «бхагаватачарья», то есть знал наизусть всю Бхагавату-пурану. Принял монашество в 1966 году у Бхакти Сварупы Гири. С 1997 года неоднократно совершал миссинерские поездки по западным странам.
Миссии принадлежат 25 монастырей и храмов, в основном в Индии, но также в Европе и России. Работает книжное издательство «Шри Бхакти Вигьян Нитьянанда Бук Траст», выпускающее духовную литературу на языках ория, телугу, хинди и английском. Осуществляется бесплатная раздача пищи прасада. Современный глава Миссии — ачарья Бхакти Вичар Вишну.